# Étang de la Forge
L'étang de la forge ou étang de Martigné, est une étendue d'eau d’Ille-et-Vilaine située sur la commune de Martigné-Ferchaud.

## Topographie
C'est un vaste plan d'eau douce de 72 hectares (3,8 kilomètres de long, 0,15 kilomètre de large).

## Hydrographie
L'étang est le réceptacle du cours d’eau du Semnon.

## Activités
L’étang sert  :
- d’espace naturel sensible, propriété du Conseil général d'Ille-et-Vilaine ;
- de zone de pêche ;
- de zone de loisirs : randonnée.

L'étang sert aussi de cadre au festival des Étincelles aquatiques.
Cet étang est sujet à d'importants développements de cyanobactéries, rendant impossible des usages de loisirs certains étés.

## Faune et flore de l'étang
L'étang accueille des espèces d'oiseaux sédentaires ou migrateurs mais ne bénéficie d’aucune mesure d’inventaire ou de protection de type ZNIEFF, par exemple.

### Faune de l'étang
L'étang accueille des espèces communes mais est surtout intéressant en hiver : canards colverts, sarcelles d'hiver, bécassines des marais, mouettes rieuses, poules d'eau..

## Qualité de l'eau de l'étang
Conformément à la directive-cadre sur l'eau, l'étang doit atteindre le bon état écologique de l'eau. Les évaluations effectuées montrent l'état écologique suivant :
| état écologique de l'étang | 2010    | 2011  |
| -------------------------- | ------- | ----- |
| état écologique            | Mauvais | Moyen |